# Convenzione ICSID
La Convenzione di Washington istitutiva del Centro internazionale per la risoluzione delle controversie sugli investimenti esteri, o Convenzione ICSID, è un accordo internazionale firmato a Washington nel 1965 che crea un meccanismo di arbitrato internazionale per la risoluzione delle controversie giuridiche tra investitore e stato ospite dell'investimento.

## Storia
Nell'ambito del diritto internazionale degli investimenti, a partire dagli anni '60 del 1900, i paesi in via di sviluppo si fecero promotori di una serie di risoluzioni in materia economica, proponendo una modifica delle norme che regolavano la cooperazione economica internazionale, in materia di espropriazione. In particolare, i paesi in via di sviluppo che agivano espropriando non avevano sempre le risorse adeguate al fine di versare un indennizzo di ammontare pari a quello del bene espropriato, perciò chiesero una modifica della normativa vigente all'epoca. In seguito, questi paesi cambiarono posizione, data la necessità di attrarre capitali stranieri per avviare il progresso economico.
Iniziarono a concludere i BIT, accordi bilaterali di investimento, per accordare agli investitori della controparte un trattamento particolarmente favorevole. Si arrivò poi alla conclusione dell'accordo multilaterale "ICSID" per istituire un sistema di arbitrato internazionale per la risoluzione delle controversie su investimenti, siglato nel marzo 1965 a Washington.

## Disposizioni fondamentali
La Convenzione ICSID stabilisce la creazione del Centro internazionale per il regolamento delle controversie relative ad investimenti che si occupa di risolvere le controversie tra investitore e stato ospite dell'investimento. In base alla Convenzione, la composizione del tribunale istituito è la seguente:
- Consiglio amministrativo, organo esecutivo dell'ICSID;
- Segretariato, che svolge le attività quotidiane del Centro;
- Giuria di arbitri e conciliatori, con mandato di 6 anni, rinnovabile.

## Riferimenti normativi
- Legge 10 maggio 1970, n. 1093 - Ratifica ed esecuzione della Convenzione per il regolamento delle controversie relative agli investimenti tra Stati e cittadini di altri Stati, adottata a Washington il 18 marzo 1965.